# Flugsicherung
Die Flugsicherung dient der sicheren, geordneten und flüssigen Abwicklung des Luftverkehrs (§ 27 c deutsches LuftVG). International ist die Flugsicherung verschieden organisiert, insbesondere die Kooperation ziviler und militärischer Dienststellen. Die Gliederung und Kontrolle des Luftraums kann einerseits regional erfolgen, andererseits nach Flughöhe.

## Allgemein
Die Internationale Zivilluftfahrtorganisation (ICAO, von englisch International Civil Aviation Organization) dient der weltweiten Vereinheitlichung der Regelungen für die Luftfahrt, um einen sicheren grenzüberschreitenden Luftverkehr zu ermöglichen. Für den Bereich der Flugsicherung gibt sie Empfehlungen und Standards heraus, wie der Luftraum und die Flugsicherungsdienste zu strukturieren und zu bezeichnen sind. So wird der Luftraum einerseits in unteren und oberen und andererseits in kontrollierten und unkontrollierten Luftraum geteilt (Lower und Upper sowie Controlled und Uncontrolled Airspace).
Daneben werden Lufträume international in sog. Klassen eingeteilt. Derzeit existieren Klassen A bis G, wobei Luftraum A, B und F in Deutschland nicht genutzt werden. In jeder Klasse gibt es genau definierte Mindestanforderungen hinsichtlich Sichtverhältnissen, Funkbetrieb, Wolkenabständen und zugelassenem VFR- oder IFR-Verkehr.
Die Luftraumstrukturen im oberen Luftraum sind meist größer dimensioniert und oft nicht exakt an politischen Grenzen orientiert. Die Grenze zwischen oberem und unteren Luftraum liegt nach ICAO bei Flugfläche (FL, Flight Level) 245, wird jedoch oft aus pragmatischen Gründen lokal variiert.
In Europa ist man bestrebt, die nationalen Flugsicherheitsdienste in EUROCONTROL zusammenzufassen. Das gilt insbesondere für die kleineren Staaten sowie für den oberen Luftraum. Die Europäische Union (in Kooperation mit Norwegen und der Schweiz) erarbeitet gegenwärtig unter dem Motto „Single European Sky“ gemeinsam mit EUROCONTROL, den nationalen Flugsicherungsdiensten und Verbänden der Luftraumnutzer Vereinbarungen zur Vereinheitlichung der Luftraumstruktur, der Flugsicherungsverfahren, der technischen Flugsicherungssysteme sowie der Entgelterhebung.

## Aufgaben der Flugsicherung

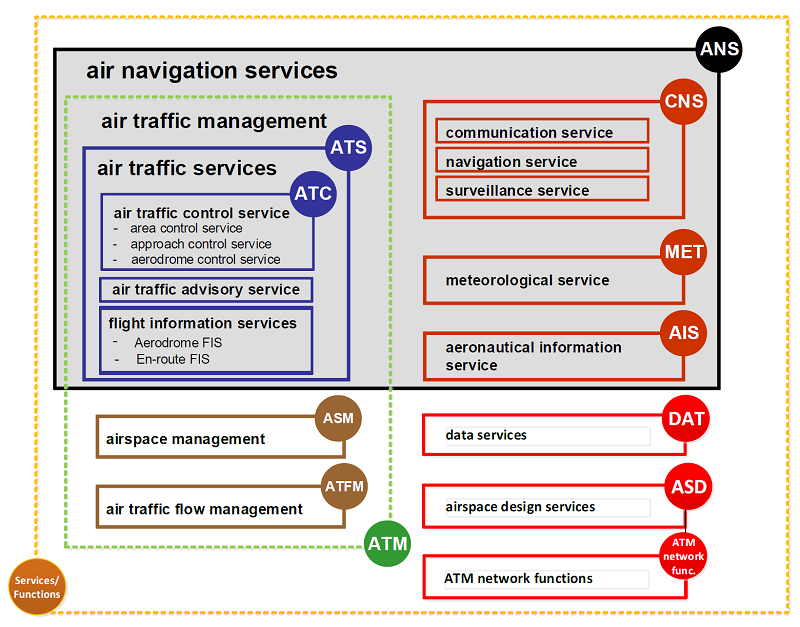
Komponenten der Flugsicherungsdienste

- Die eigentliche Flugverkehrslenkung und -überwachung (Luftverkehrskontrolle; englisch Air Traffic Control, ATC).
- Bereitstellung und der Austausch von Informationen zur Planung, Vorbereitung und Durchführung von Flügen durch Publikationen und Beratung vor dem Fluge (Aeronautical Information Service, AIS) und den Fluginformationsdienst (Flight Information Service, FIS) während des Fluges.
- Zunehmende Bedeutung gewinnt nicht nur die sichere, sondern auch die wirtschaftlich und ökologisch optimale Durchführung von Flügen durch Verkehrsflusssteuerung und Luftraum-Management.
- Der Betrieb von Telekommunikations-, Navigations- und Ortungssystemen sowie der Nachrichtenaustausch zwischen verschiedenen Flugsicherungsorganisationen und -Dienststellen.
- Die Ausbildung von Flugsicherungspersonal (z. B. Fluglotsen, Flugdatenbearbeiter, Flugsicherungsingenieure).

## Flugverkehrslenkung und -überwachung
Das unter allen Umständen einzuhaltende Sicherheitskriterium ist die Staffelung (engl. separation) und die Trennung (Segregation) des Flugverkehrs – horizontal, vertikal und zeitlich. Genau festgelegte Mindestsicherheitsabstände zwischen Flugzeugen in der Luft und am Boden dürfen zu keiner Zeit unterschritten werden. Es gibt allerdings Ausnahmen: Festgelegte Abstände sind dann nicht erforderlich, wenn die Staffelung unter bestimmtem Bedingungen an den verantwortlichen Piloten delegiert werden, der dann den erforderlichen Sicherheitsabstand nach Sicht selbstständig einhält.
Um die Staffelung sicherzustellen, werden die Flugzeuge in ihrer Bewegung gelenkt: Steuerkurse, Flughöhe und -strecken sowie Geschwindigkeiten werden zugewiesen. Bei Bedarf oder auf Wunsch werden Piloten außerdem navigatorisch unterstützt, Daten von Flughäfen, Wetterinformation uvm. an die Piloten weitergegeben.

### Maßnahmen
Die Flugsicherung schützt die Luftfahrzeuge vor möglichen Gefahren und zu nahen Begegnungen durch folgende Maßnahmen:
- Erteilung von Flugverkehrsfreigaben zur Durchführung eines Fluges unter bestimmten Auflagen (Abflugzeit, Flugstrecke, Flughöhe, Fluggeschwindigkeit):

- Start, Landung und Rollbewegungen an kontrollierten Flugplätzen CTR (Kontrollzone)
- Zuweisung von Luftstraßen, (Airways, abgekürzt AWY), Radials von Funkfeuern oder Steuerkursen
- Zuweisung von Flughöhen bzw. Flugflächen (siehe auch Staffelung, Altimeter, QNH) in bestimmten Lufträumen
- Anweisen von Geschwindigkeiten, ggf. Zuweisen von Warteschleifen (Holdings) etc.

- Kontrolle von Abflug und Landung in TMA (Terminal Areas)
- Übernahme und Abstimmung der einzelnen Flugpläne, um eine konfliktfreie Flugdurchführung zu gewährleisten

Die Veröffentlichungen der Ausrichtungen von Start- und Landebahnen (RWY) und Airways, die Radials der VOR-Funkfeuer, die Angabe von Steuerkursen und Windrichtungen erfolgt dabei jeweils missweisend, d. h. auf den magnetischen Nordpol bezogen.
Der eigentliche Flugverkehrskontrolldienst (ATC, Air Traffic Control Service) wird nur im kontrollierten Luftraum ausgeübt. Kontrolliert werden alle Luftfahrzeuge, die nach Instrumentenflugregeln (Instrument Flight Rules, IFR) operieren. Flüge nach Sichtflugregeln (VFR) werden nur in bestimmten definierten Lufträumen kontrolliert.

### Regionale Aufteilung
Verantwortlich für die Flugsicherung ist die Bezirkskontrollstelle bzw. das Area Control Center (ACC) bzw. Center  der jeweiligen Flight Information Region (FIR). Die FIRs haben durchschnittlich eine Fläche von ca. 100.000 km². Bei kleinen Staaten haben meist nur eine FIR, die ihrem Staatsgebiet entspricht. 
Deutschland hatte bis 2006 folgende fünf ACCs mit jeweils eigenen FIRs: Berlin, Bremen, Langen bei Frankfurt, Karlsruhe und München. Im Jahre 2006 wurden die  Center der DFS Deutsche Flugsicherung auf ACC Bremen (FIR Bremen), ACC Langen (FIR Langen) und ACC München (FIR München) reduziert. Über den FIRs liegen die UIRs (Upper Flight Information Regions), die von Upper Area Control Centers (UACC) überwacht werden. In Deutschland gibt es zwei UIRs: die UIR Hannover wird vom UACC Maastricht der EUROCONTROL und die UIR Rhein vom UACC Karlsruhe der DFS Deutsche Flugsicherung kontrolliert.
Die FIR bzw. UIR hat ihren Namen von Flug-Informations-Dienst (FIS, Flight Information Service). Dieser steht im kontrollierten wie unkontrollierten Luftraum für Flüge nach Sicht- wie für Flüge nach Instrumentenflug-Regeln (IFR) zur Verfügung.
Italien hat drei FIRs; Österreich, Tschechien, Dänemark oder die Schweiz bilden jeweils eine eigene FIR.

### Technische Anlagen
Die Basis moderner Flugsicherung sind Air-Traffic-Management-Systeme, die im Wesentlichen aus einem Flugplan-Datenverarbeitungssystem und einem Radar-Datenverarbeitungssystem bestehen. Radar-Anlagen, die Europa und Nordamerika in Abständen von 200–300 km überdecken, speisen die ATM-Systeme mit aktuellen Überflugdaten.
Eine zusätzliche Absicherung ist die zugewiesene (und vom Piloten zurückzumeldende) Flughöhe und der vor dem Start eingereichte Flugplan. Die Koordination der Flüge zwischen den Systemen der einzelnen Kontrollzentralen wird von den ATM-Systemen automatisch durchgeführt und überwacht, z. B. mittels der Radarüberwachung.

## Flugsicherungsorganisationen
Die Aufsichtsfunktion liegt in Händen des Staates und kann durch Regierungs- und/oder unabhängige Stellen gemäß den nationalen Gegebenheiten wahrgenommen werden. Häufig findet eine Trennung zwischen Luftaufsichtsbehörde und Flugsicherungsorganisation statt.
Eine Flugsicherungsorganisation ist die direkt für die Leistung der Flugverkehrskontrolldienste in einem festgelegten Luftraum verantwortliche Stelle (im Einklang mit ICAO Annex 2, 6, 10 und 11 sowie den ICAO-Dokumenten 4444 und 9426 und weiteren internationalen, multinationalen und nationalen Gesetzen, Vereinbarungen und Bestimmungen). Flugverkehrsdienste können sein: Fluginformationsdienst, Alarmierungsdienst, Flugverkehrskontrolldienst etc.
Bei den Flugsicherungsorganisationen kann es sich um staatliche Behörden, öffentliche Anstalten oder privatrechtliche Unternehmen und Gesellschaften handeln – weltweit existieren unterschiedlichste Modelle. Die Flugsicherungen der Welt sind vereinigt und repräsentiert durch die Civil Air Navigation Services Organisation (CANSO) mit Sitz am Flughafen Schiphol, Niederlande.
In den Vereinigten Staaten werden die Dienste im gesamten Luftraum durch die Federal Aviation Administration (FAA) bereitgestellt. Mit Ausnahme der vom Verteidigungsministerium der Vereinigten Staaten betriebenen Stellen ist die FAA verantwortlich für alle Aspekte der Flugverkehrskontrolle, einschließlich Anstellung und Ausbildung von Fluglotsen. Dennoch gibt es landesweit Kontrolltürme, die nicht von der FAA, sondern vertraglich durch private Unternehmen besetzt werden, welche allerdings die gleichen Aufgaben und Funktionen wahrnehmen. Einrichtungen des Verteidigungsministeriums werden grundsätzlich durch militärisches Personal geführt und arbeiten getrennt, aber gleichzeitig mit den FAA-Einrichtungen unter ähnlichen Regularien und Verfahren.
Weltweit existieren zahlreiche Flugsicherungsdiensteanbieter und Flugverkehrskontrollstellen:
- Albanien – Agjencia Nacionale e Trafikut Ajror
- Angola - Empresa Nacional de Navegação Aérea (ENNA), als Nachfolgerin der ENANA (bis 2019)
- Armenien – Armenian Air Traffic Services (ARMATS)
- Australien – Airservices Australia (staatliches Unternehmen) und Royal Australian Air Force.
- Belgien – Skeyes (Nachfolge-Organisation von Belgocontrol)
- Brasilien – Departamento de Controle de Tráfego Aéreo (militärische Behörde) und ANAC – Agência Nacional de Aviação Civil
- Bulgarien – Air Traffic Services Authority
- Dänemark – Naviair
- Deutschland – u. a. DFS Deutsche Flugsicherung GmbH (100 % Bundeseigentum); DFS Aviation Services GmbH (DAS – 100%ige Tochter der DFS); Rhein-Neckar Flugplatz GmbH (Flugplatz Mannheim); AustroControl. Aufsichtsbehörde  ist das Bundesaufsichtsamt für Flugsicherung.
- Dominikanische Republik – DGAC (Dirección General de Aeronáutica Civil)
- Estland – Lennuliiklusteeninduse
- Europäische Union – Eurocontrol – (European Organisation for the Safety of Air Navigation)
- Finnland – Finavia
- Frankreich – Direction des Services de la Navigation Aérienne (DSNA), Teil der Direction générale de l’aviation civile: (staatliche Einrichtung)
- Georgien – SAKAERONAVIGATSIA, Ltd. (Georgian Air Navigation)
- Griechenland – Hellenic Civil Aviation Authority (HCAA)
- Hongkong – CAD (Abteilung der zivilen Luftfahrtbehörde)
- Indien – Airports Authority of India (AAI) (unter dem Ministerium für Zivilluftfahrt)
- Indonesien – Angkasa Pura II
- Irland – AirNav Ireland[1]
- Island – ISAVIA
- Italien – ENAV (staatliches Unternehmen)
- Jamaika – JCAA (Jamaica Civil Aviation Authority)
- Kanada – NAV CANADA – vormals durchgeführt durch Transport Canada
- Kenia - Kenya Civil Aviation Authority (KCAA)
- Kolumbien – Aeronáutica Civil Colombiana
- Kroatien – Hrvatska kontrola zračne plovidbe (Croatia Control Ltd.)
- Kuba – IACC (Instituto de Aeronáutica Civil de Cuba)
- Lettland – (Latvian ATC)
- Litauen – ANS (Lithuanian ATC)
- Luxemburg – Administration de la navigation aérienne (Behörde)
- Mazedonien – DGCA (Macedonian ATC)
- Malaysia – DCA-Department of Civil Aviation
- Malta – Malta Air Traffic Services Ltd
- Mexiko – Servicios a la Navegación en el Espacio Aéreo Mexicano
- Nepal – Civil Aviation Authority of Nepal
- Neuseeland – Airways New Zealand (staatliches Unternehmen)
- Niederlande – Luchtverkeersleiding Nederland (LVNL)
- Norwegen – Avinor (Privatunternehmen im Staatsbesitz)
- Österreich – Austro Control
- Pakistan – Civil Aviation Authority of Pakistan (unter der Regierung von Pakistan)
- Peru – Centro de Instrucción de Aviación Civil CIAC, Civil Aviation Training Center
- Philippinen – Civil Aviation Authority of the Philippines (CAAP) (unter der Philippinischen Regierung)
- Polen – PANSA – Polish Air Navigation Services Agency
- Portugal – NAV – (Portuguese ATC)
- Rumänien – Romanian Air Traffic Services Administration – (ROMATSA)
- Russland – Federal State Unitary Enterprise „State ATM Corporation“ – (State ATM Corporation)
- Saudi-Arabien – General Authority of Civil Aviation (GACA)
- Schweden – The LFV Group (Swedish ATC)
- Schweiz – Skyguide
- Serbien – Serbia and Montenegro Air Traffic Services Agency Ltd. (SMATSA)
- Singapur – CAAS (Civil Aviation Authority of Singapore)
- Slowakei – Letové prevádzkové služby Slovenskej republiky
- Slowenien – Slovenia Control
- Spanien – ENAIRE (Spanische Flugsicherung)[2]
- Südafrika – Air Traffic and Navigation Services
- Taiwan – ANWS Civil Aeronautical Administration
- Tansania - Tanzania Civil Aviation Authority (TCAA)
- Thailand – AEROTHAI (Aeronautical Radio of Thailand)
- Trinidad und Tobago – TTCAA (Trinidad and Tobago Civil Aviation Authority)
- Tschechien – Řízení letového provozu ČR
- Türkei – DGCA (Turkish Directorate General of Civil Aviation)
- Ukraine – Ukrainian State Air Traffic Service Enterprise (UkSATSE)
- Ungarn – HungaroControl Magyar Légiforgalmi Szolgálat Zrt. (HungaroControl Hungarian Air Navigation Services Pte. Ltd. Co.)
- Venezuela – INAC (Instituto Nacional de Aviación Civil)
- Vereinigte Arabische Emirate – General Civil Aviation Authority (GCAA)
- Vereinigtes Königreich – National Air Traffic Services (zu 49 % im Staatsbesitz, öffentlich-private Partnerschaft)
- Vereinigte Staaten – Federal Aviation Administration (staatliche Behörde)
- Zentralamerika – Corporación Centroamericana de Servicios de Navegación Aerea
  -  Belize
  -  Costa Rica – Dirección General de Aviacion Civil
  -  El Salvador
  -  Guatemala – DGAC (Dirección General de Aeronáutica Civil)
  -  Honduras
  -  Nicaragua

## Flugsicherung in Deutschland

### Allgemeines
Die Flugsicherung ist streng von der Gewährleistung von Luftsicherheit zu unterscheiden, die der Abwehr äußerer Gefahren (wie Terrorismus) dient. Eine wesentliche Aufgabe der Flugsicherung ist es, den Luftraum zu überwachen und in den von ihr kontrollierten Lufträumen und an den Flugplätzen durch Weisungen an die Piloten für die nötigen Sicherheitsabstände zwischen den Flugzeugen zu sorgen und somit Zusammenstöße zu vermeiden. Die Weisungen, die auch als Flugverkehrskontrollfreigaben (§ 26 Luftverkehrs-Ordnung, LuftVO) erteilt werden, sind Polizeiverfügungen: eine Nichtbeachtung ist strafbewehrt (§ 29 LuftVG in Verbindung mit § 59 LuftVG) und nur im akuten Gefahrenfall darf davon abgewichen werden. Durch Artikel 12 des Chicagoer Abkommens der Internationalen Zivilluftfahrt-Organisation (ICAO) wird auch aus internationaler Sicht der sonderpolizeiliche Charakter der Flugsicherung unterstrichen. Danach sind Staaten verpflichtet, Verstöße ihrer Piloten (im Aus- und Inland) gegen die geltenden Regelungen strafrechtlich zu verfolgen.
Der Kontrolle der Flugsicherung unterliegen in Deutschland alle Flüge, die nach den sog. Instrumentenflugregeln (IFR) durchgeführt werden (§ 4 LuftVO) sowie Flüge nach Sichtflugregeln (VFR) in bestimmten kontrollierten Lufträumen. Damit ist die Möglichkeit geschaffen, bei fast allen Wetterbedingungen zu fliegen (sog. Instrumentenflug) und somit einen regelmäßigen und sicheren Flugverkehr durchzuführen. Die Dienste der Flugsicherung, die u. a. auch den Fluginformationsdienst, den Flugberatungsdienst und die Bereitstellung der technischen und navigatorischen Infrastruktur (z. B. Flugfunk, Flugnaviations- und Radar-Anlagen) umfassen, werden von nahezu allen stattfindenden Flügen in Anspruch genommen.
Die Zunahme des Flugverkehrs – beispielsweise werden über Deutschland jährlich fast 3 Millionen Flugbewegungen von der Flugsicherung kontrolliert – unterstreicht die Bedeutung der Flugsicherung. Die zivile und militärische Flugsicherung außerhalb der militärischen Flugplätze und der für den militärischen Einsatzverkehr reservierten Lufträume sind in Deutschland in eine gemeinsame Dienstleistung integriert. Die überörtliche militärische Flugsicherung des Luftfahrtamtes der Bundeswehr (LufABw) ist in Friedenszeiten im Rahmen der zivil-militärischen Integration an die DFS Deutsche Flugsicherung delegiert. Lediglich die örtliche militärische Flugsicherung (Platzkontrolle) wird von Bundeswehr selbst durchgeführt.

### Flugsicherungsorganisationen in Deutschland
In Deutschland führen derzeit grundsätzlich vier zertifizierte Flugsicherungsorganisationen (DFS Deutsche Flugsicherung GmbH, Austro Control, DFS Aviation Services GmbH (DAS) und die Rhein-Neckar Flugplatz GmbH) Flugsicherungsdienste im engeren Sinne (Air Traffic Services – ATS) durch. Neben diesen Flugsicherungsorganisationen sind zudem weitere Unternehmen zertifiziert, sog. CNS-Dienste (Communication, Navigation, Surveillance) anzubieten.
Das Bundesministerium für Verkehr und digitale Infrastruktur (BMVI) hat dabei die DFS für die Durchführung der Streckenkontrolle beauftragt, wobei die tatsächliche Streckenkontrolle im oberen nordwestdeutschen Luftraum (Hannover UIR) durch Maastricht Upper Airspace Control (MUAC) von EUROCONTROL durchgeführt wird.
Auch für die An- und Abflugkontrolle an den 15 sog. internationalen Verkehrsflughäfen (sog. §27d LuftVG-Flughäfen) wurde die DFS beauftragt. An den übrigen Flugplätzen mit Flugverkehrskontrolle wurden entweder Austro Control, DFS Aviation Services GmbH (DAS) oder die Rhein-Neckar Flugplatz GmbH durch das BMVI beauftragt (vgl. § 31f Abs. 1 LuftVG).

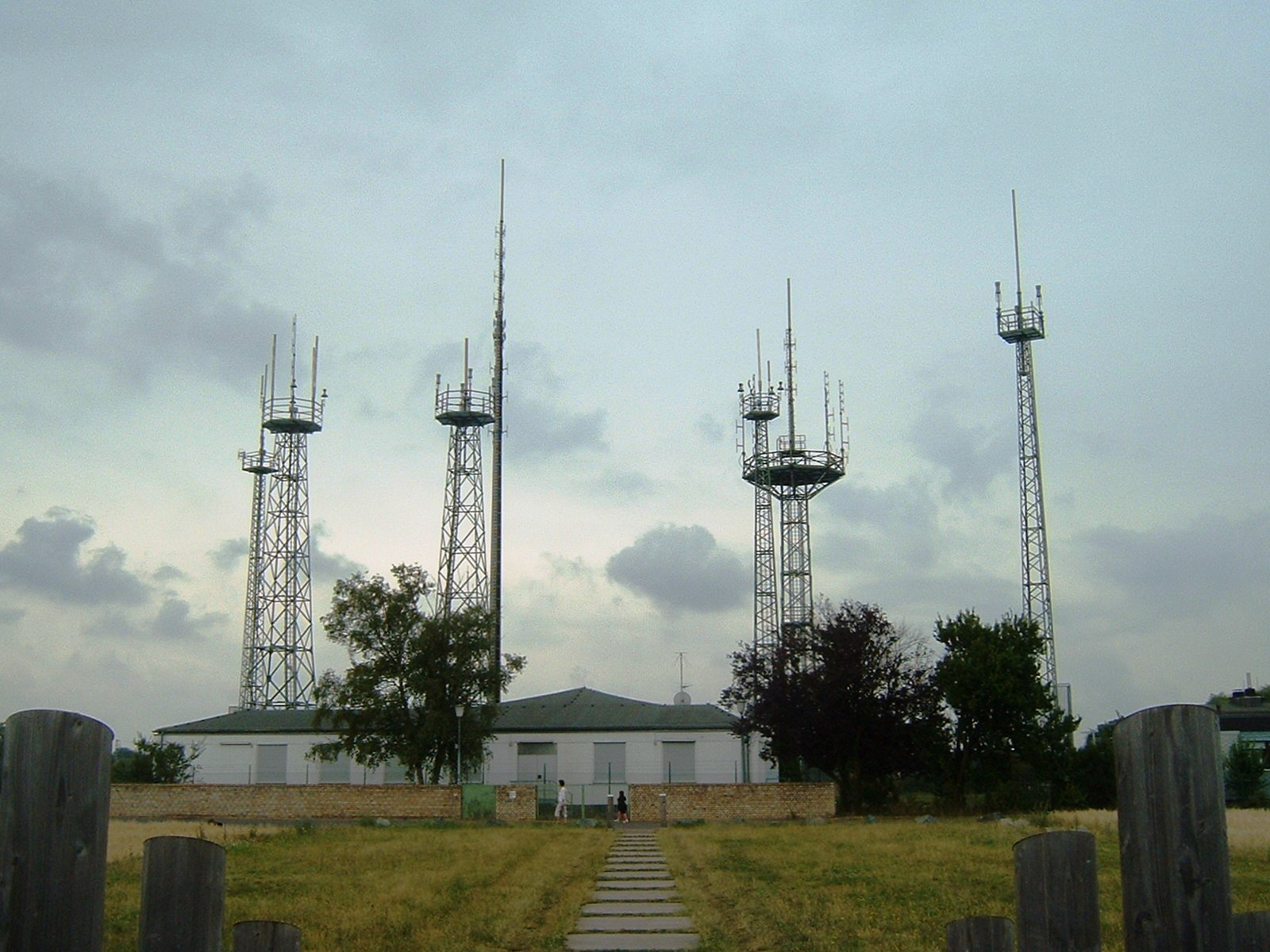
DFS-Antennenanlagen nördlich von Dreieichenhain (Hessen)

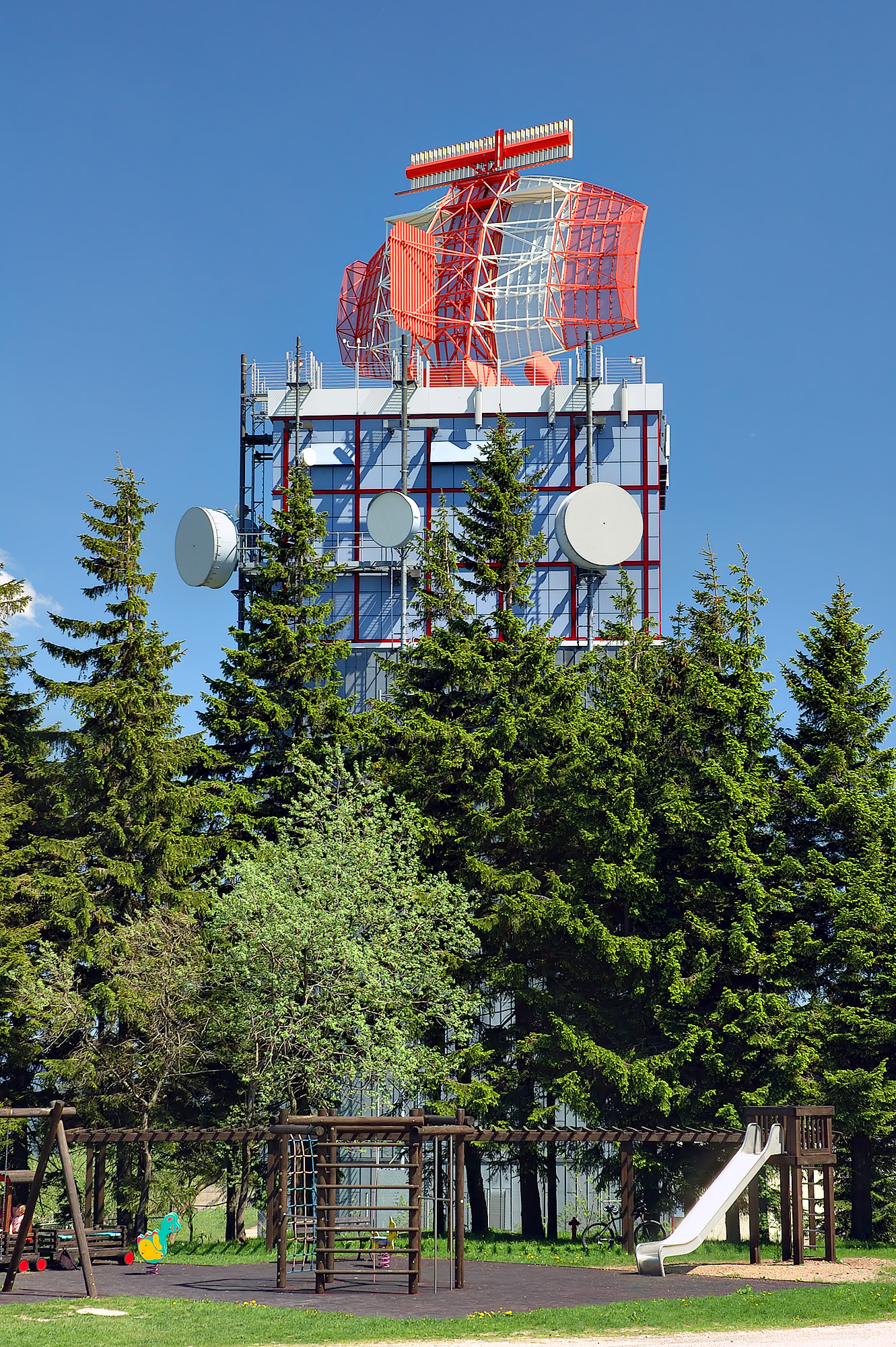
SRE-M-Weitbereichsradaranlage (En-route-Radar) der DFS auf dem Auersberg im Erzgebirge.

### Historisches
Die Ursprünge der Flugsicherung in Deutschland reichen bis in das Jahr 1910 zurück, als der Luftfahrer-Warndienst entstand, um Flugzeugpiloten auf telegraphischem Wege mit meteorologischen und Peilinformationen zu versorgen. Die hauptsächlich durch die auf den Flughäfen befindlichen Funkstellen ausgeübte Flugsicherung wurde im Jahre 1927 in der durch Verordnung des Reichspräsidenten vom 23. Juli 1927 (Reichsgesetzblatt I S. 237) errichteten „Zentralstelle für Flugsicherung“ zusammengefasst. Die Zentralstelle für Flugsicherung, die dem Reichsverkehrsministerium nachgeordnet war, wurde im Februar 1933 in das Reichsamt für Flugsicherung umgewandelt und dem Reichskommissar für die Luftfahrt unterstellt. Die Rechtsgrundlage hierfür wurde nachträglich durch das Gesetz über die Reichsluftfahrtverwaltung vom 15. Dezember 1933 (Reichsgesetzbl. I S. 1077) geschaffen. Im November 1934 wurde das Reichsamt für Flugsicherung in das Reichsamt für Wetterdienst umgewandelt und die Flugsicherung in das Reichsluftfahrtministerium eingegliedert. Von dem Zeitpunkt an lag die Leitung der Reichsflugsicherung bei dem „Amt für zivile Luftfahrt“ des Reichsluftfahrtministeriums. Das Reichsflugsicherungsnetz bildete einen Teil der europäischen Flugsicherungsorganisation. Sämtliche Systeme und Betriebsverfahren des Flugsicherungsdienstes wiesen weitgehende Einheitlichkeit auf. Die Internationale Fernmeldebetriebsordnung (I.B.O.) sowie die danach aufgestellte Fernmeldebetriebsordnung (F.B.O.) waren die Grundlage für den Flugsicherungsbetriebsdienst.
Nach 1945 schufen die Alliierten für den allmählich über Deutschland neu entstehenden ausländischen Luftverkehr eigene Flugsicherungsdienste. Mit dem Gesetz über die Bundesanstalt für Flugsicherung (BFS) vom 23. März 1953 wurde die rechtliche und verwaltungsmäßige Grundlage für die Übernahme der alliierten Flugsicherungsdienste durch die Bundesrepublik Deutschland geschaffen. Damit ging die Flugsicherung in die Hände der BFS über. Eine ähnliche Entwicklung fand in der DDR statt, wo die zivilen Flugsicherungsdienste durch einen Unternehmensteil der staatlichen Interflug vorgehalten wurden. In der Nationalen Volksarmee der DDR, NVA war die militärische Flugsicherung Bestandteil der Nachrichtentechnik der Luftstreitkräfte. Zu deren Aufgaben zählten die Landebahnbeleuchtung, Peilsysteme und der Betrieb von Funkfeuern für militärische Aufgaben.
Mit dem Einigungsvertrag 1990 wurde die Flugsicherung auf dem Gebiet der DDR an die BFS übertragen. Die Verantwortung für die von den Alliierten bis zum 3. Oktober 1990 in den Berliner Luftkorridoren und über Berlin ausgeübten Flugsicherungsdienste ging am selben Tag auf die Bundesrepublik Deutschland über. Die alliierten Stellen haben auf vertraglicher Basis die Aufgaben unter Aufsicht der BFS weiter durchgeführt, bis die BFS bzw. DFS die Aufgaben mit eigenen Einrichtungen und eigenem Personal wahrnehmen konnte.
Mit dem Bund als alleinigem Eigentümer wurde 1992 die DFS Deutsche Flugsicherung GmbH gegründet. Zum 1. Januar 1993 wurden die Einrichtungen der BFS auf die DFS übertragen, das BFS-Personal von der DFS übernommen und die DFS mit der Wahrnehmung der Flugsicherungsaufgaben beliehen. Das BFS-Gesetz wurde zum 1. Januar 1993 aufgehoben und durch Regelungen im Luftverkehrsgesetz (insbesondere §§ 27c, 27d und 31b LuftVG) ersetzt.
Die Deutsche Flugsicherung feierte 2003/04 ein Doppeljubiläum: 50 Jahre Flugsicherung in Deutschland und 10 Jahre Deutsche Flugsicherung GmbH.
2009 wurde das Bundesaufsichtsamt für Flugsicherung (BAF) in Langen gegründet. Als deutsche Bundesoberbehörde hat es die nationale Regelungskompetenz und ist Aufsichtsbehörde für die Flugsicherung. Eine Aufsichtsbehörde wurde notwendig zur Ermöglichung einer Kapitalprivatisierung der DFS Deutsche Flugsicherung GmbH.

## Flugsicherung in Österreich
In Österreich wird die Flugsicherung von der Austro Control GmbH durchgeführt, die im Jahr 1993 aus dem österreichischen Bundesamt für Zivilluftfahrt hervorgegangen ist.

## Flugsicherung in der Schweiz
In der Schweiz wird sowohl die militärische als auch die zivile Flugsicherung von skyguide durchgeführt. Sie ist, durch das Anflugregime des Flughafens Zürich-Kloten bedingt, auch für einen kleinen Teil Süddeutschlands zuständig. Von Bedeutung war dies bei der rechtlichen Bewertung der Katastrophe von Überlingen im Jahr 2002, als ein Fehler seitens der skyguide die Hauptursache des Unfalls darstellte. Die Bundesrepublik Deutschland haftete für die Schäden, da die Flugsicherung als hoheitliche Aufgabe Deutschlands nicht an ein anderes Land abgetreten werden könne.
Auch die Flugbewegungen der Flughäfen in Genf und in Lugano betreffen die Landesgrenzen.
Im Gegenzug übernimmt die französische Zivilluftfahrtbehörde DGAC wegen der An- und Abflüge am Flughafen Basel-Mülhausen die Flugsicherung in Teilen der Nordwestschweiz.

## Berechnung von Flugsicherungsgebühren
Die Erhebung von Flugsicherungsgebühren erfolgt üblicherweise nicht pro Flug, sondern pro sogenannter Dienstleistungseinheit (DLE - Service Units SU) erhoben.

### Streckengebühren im Eurocontrol-System
Eurocontrol erhebt die Gebühren, die zur Deckung der Kosten der Strecken-Flugsicherungsdienste innerhalb des Eurocontrol-Systems anfallen; dabei fungiert das „Zentrale Gebührenbüro“ (Central Route Charges Office - CRCO) als Inkassostelle sowohl für die Flugsicherungsdienstleister als auch die Mitgliedstaaten. Die Gebühr besteht dabei sowohl aus einem nationalen Anteil wie auch einen Anteil für Verwaltungskosten von Eurocontrol.
Die Streckengebühren im Eurocontrol-System basieren auf drei Faktoren:
- Distanzfaktor pro Gebührenzone
- Flugzeug-Gewichtsfaktor
- Gebührensatz pro Gebührenzone

Nach Castelli/Ranieri (2007) wird die Flugsicherungsgebühr wie folgt berechnet:
```
d / 100 * 
sqrt
(MTOW/50) * u
```

Mit
- d: Großkreis-Distanz zwischen Einflugs- und Ausflugspunkt des jeweiligen nationalen Flugsicherungsbereiches, in Kilometern. Maßgeblich ist der eingereichte Flugplan.
- MTOW: Maximales zulässiges Abfluggewicht in metrischen Tonnen, gemäß der Typen-Zulassung der Luftfahrtbehörde.
- u: Sogenannte unit rate in Euro. Dieser Ansatz ist je nach Land unterschiedlich hoch, was letztlich die Routenwahl beeinflusst. In der oben angegebenen Publikation verlangte Irland im Jahr 2007 24,95 €, Italien 67,66 € und das Vereinigte Königreich 81,70 €. Die unit rate wird von jedem Land festgelegt und im November in einer Sitzung von Eurocontrol genehmigt. Die unit rate von Ländern, die eine andere Währung als den Euro besitzen, wird jeden Monat angepasst.[7]

Diese Gebühren entfallen unter anderem bei Ambulanzflügen und bei Flügen unter Sichtflugregeln. Für jeden Start und jede Ladung werden jeweils 20 km von den gesamten Wegstrecke pro Gebührenzone abgezogen; die Flugsicherung bei An- und Abflügen wird über An-/Abfluggebühren finanziert.

### An-/Abfluggebühren in Deutschland
Die Gebühren für An- und Abflüge an den sog.15 internationalen Verkehrsflughäfen (sog. §27d LuftVG-Flughäfen) werden durch die DFS Deutsche Flugsicherung GmbH erhoben. Sie sollen sowohl die Kosten der An- und Abflugkontrolle, wie auch die entsprechenden Kosten des Flugwetterdienstes und der Aufsichtstätigkeit, u. a. des Bundesaufsichtsamtes für Flugsicherung decken. An- und Abflug sowie wiederholte Durchstartanflüge gelten als eine einzige Inanspruchnahme. Zähleinheit ist der Abflug.
Für folgende Inanspruchnahmen werden keine Kosten erhoben:
1. durch militärische Luftfahrzeuge der NATO-Mitgliedstaaten;
2. durch militärische Luftfahrzeuge anderer als NATO-Mitgliedstaaten, wenn auch von dem betreffenden Staat für Flüge militärischer Luftfahrzeuge der Bundesrepublik Deutschland eine entsprechende Kostenbefreiung gewährt wird.
Die An-/Abfluggebühren basieren auf zwei Faktoren:
- Flugzeug-Gewichtsfaktor
- Gebührensatz

Der Faktor „Gewicht“ entspricht dem auf zwei Dezimalstellen berechneten Quotienten aus der durch fünfzig geteilten Zahl, die das in Tonnen ausgedrückte höchstzulässige Startgewicht des Luftfahrzeugs angibt, potenziert mit 0,7. Ist der Faktor „Gewicht“ nicht bekannt, so wird der Faktor „Gewicht“ berechnet, indem das Gewicht des schwersten bekannten Luftfahrzeugs des gleichen Musters zugrunde gelegt wird.
Der jeweilige Gebührensatz wird durch das Bundesministerium für Verkehr im Rahmen der FS-An- und Abflug-Kostenverordnung - FSAAKV festgelegt. Im Jahr 2025 beträgt er 380,71 EUR.